# Comitatul Portage, Wisconsin
Comitatul Portage este unul din cel 72 de comitate din statul  Wisconsin din Statele Unite ale Americii. Sediul acestuia este Stevens Point. Conform recensământului din anul 2000, populația sa a fost 67.182 de locuitori.

## Geografie

### Drumuri importante
- Interstate 39
- U.S. Highway 51
- U.S. Highway 10
- Highway 34 (Wisconsin)
- Highway 49 (Wisconsin)
- Highway 54 (Wisconsin)
- Highway 66 (Wisconsin)
- Highway 73 (Wisconsin)
- Highway 22 (Wisconsin)
- Highway 161 (Wisconsin)

### Comitate adiacente
- Comitatul Marathon - nord
- Comitatul Shawano - nord-est
- Comitatul Waupaca - est
- Comitatul Waushara - sud-est
- Comitatul Adams - sud-vest
- Comitatul Wood - vest

### Zone protejate (Natural Wildlife refuges)
- Buena Vista Marsh
- Dewey Marsh
- Mead Wildlife Area

## Demografie
|  | Graficele sunt indisponibile din cauza unor probleme tehnice. Mai multe informații se găsesc la Phabricator și la wiki-ul MediaWiki. |

Date: Wikidata - grafică realizată de Wikipedia